# Emmanuel Adamakis
Metropolita Emmanuel (en griego: μητροπολιτικός Εμμανουήλ) de nombre secular: Emmanuel Adamakis (en griego: Εμμανουήλ Αδαμάκης) nació el 19 de diciembre de 1958 en Ayos Nikólaos, Creta y es un Obispo ortodoxo del Patriarcado Ecuménico de Constantinopla.
Ocupó el cargo de Metropolita Ortodoxo de Francia desde el 20 de enero de 2003 hasta el 20 de marzo de 2021. También fue presidente de la Asamblea de Obispos Ortodoxos de Francia así como de la Conferencia de Iglesias Europeas desde el 2009 hasta el 2013.
Desde su partida de París ha sido Metropolita de Calcedonia bajo el Patriarcado de Bartolomé I de Constantinopla .

## Biografía

### Primeros años y formación
Emmanuel Adamakis nació el 19 de diciembre de 1958 en Ayos Nikólaos, Creta. Tras haber  completado sus estudios en la Escuela Normal de Heraclión, continuó su educación superior en la Facultad de Letras del Instituto Católico de París y en el Instituto Saint-Serge. Expandió sus estudios en historia de las religiones en la Universidad de París IV y el Instituto de Estudios Ecuménicos. En 1985 fue ordenado diácono y sacerdote. Continuó su educación en la Escuela Ortodoxa de Teología de la Santa Cruz en Boston, Massachusetts, donde obtuvo un master en teología en 1987.

### Vida eclesiástica
Posteriormente, fue nombrado vicario general de la Archidiócesis Ortodoxa de Bruselas mientras ejercía como rector de la parroquia de los Arcángeles Miguel y Gabriel en la capital belga. Asumió el liderazgo de la oficina de la Iglesia Ortodoxa con la Unión Europea desde su creación en 1995.  El 5 de septiembre de 1996, fue elegido por decisión unánime obispo de la diócesis de Reggio y nombrado obispo auxiliar del Metropolita de Bélgica. 
El 20 de enero de 2003 fue elegido unánimemente por el Santo Sínodo de la Iglesia Ortodoxa de Constantinopla como Metropolita Ortodoxo de Francia. Se le encomendó representar al Patriarcado en el diálogo teológico con las Iglesias Ortodoxas Orientales. Fue presidente de la representación de la Iglesia Ortodoxa ante la UE y también responsable del diálogo académico con el islam y el judaísmo. Además, ocupó el cargo de presidente de la Conferencia de Iglesias Europeas entre 2009 y 2013. 
En 2014 escribió un libro junto con Kurt Koch titulado "L'Esprit de Jérusalem" (en francés: el espíritu de Jerusalén). Ejerciendo como Metropolita Ortodoxo de Francia, fue consultado por el Senado de Francia en la redacción de varias leyes relacionadas a la religión. También ha participado activamente en el programa de radio "Orthodoxie" producido por France Culture y ha hecho múltiples apariciones en otras transmisiones varias.
El 20 de marzo de 2021 dimitió como Metropolita de Francia y fue nombrado Metropolita de Calcedonia bajo Bartholomew I of Constantinople. Fue reemplazado en el Metropolitanato Francés por el arzobispo Dimitrios (Ploumis).

## Obras
- 2014,  L'Esprit de Jérusalem, éditions du Cerf, París, coescrito con Kurt Koch.